# Universidade de Bremen

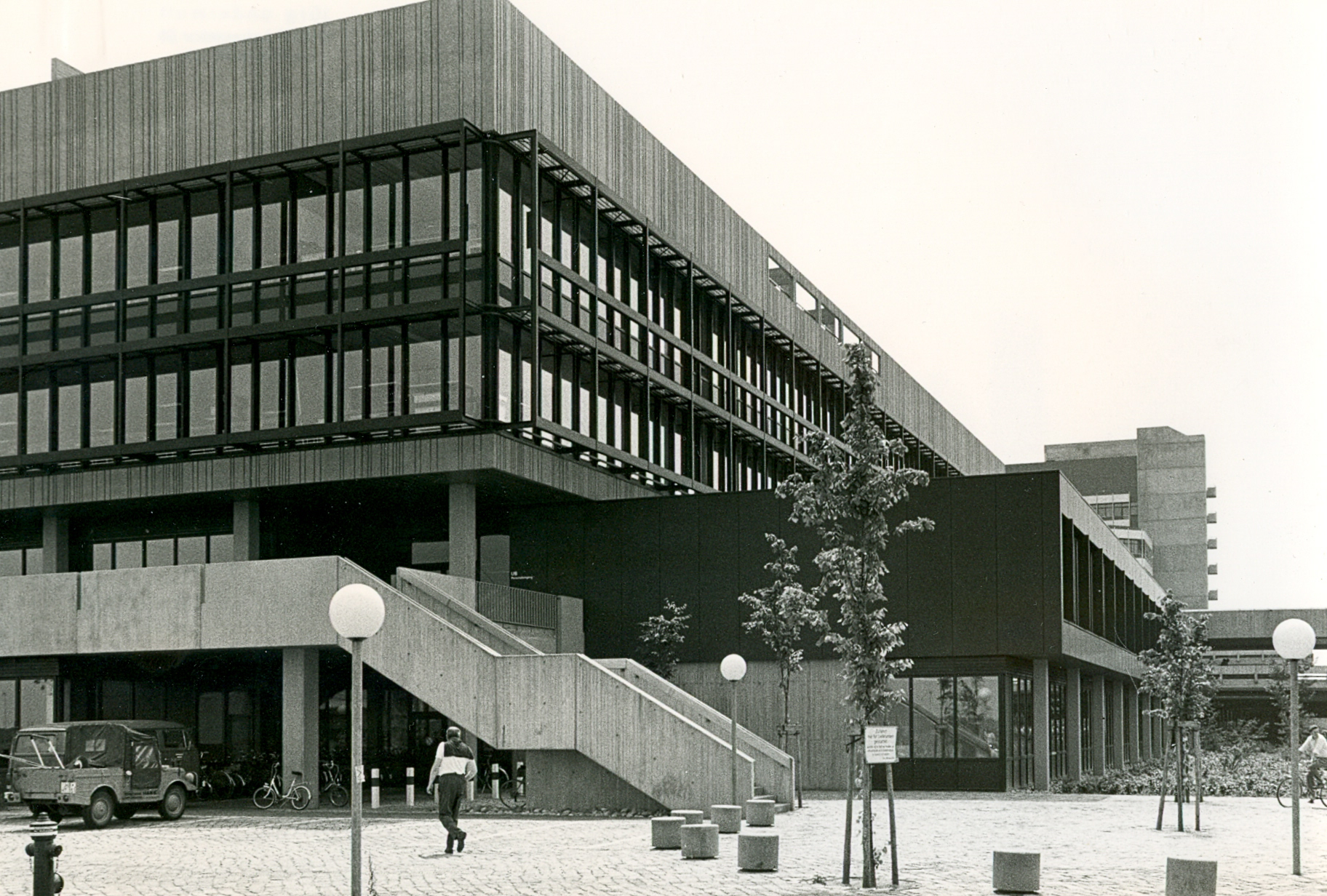
Biblioteca da universidade de Bremen

A Universidade de Bremen, ou, na sua forma portuguesa, de Brema, é uma instituição de ensino superior pública localizada na estado de Bremen, na Alemanha.

## Ligação externa
- Página oficial (versão em inglês)